# Granfondo (sci)

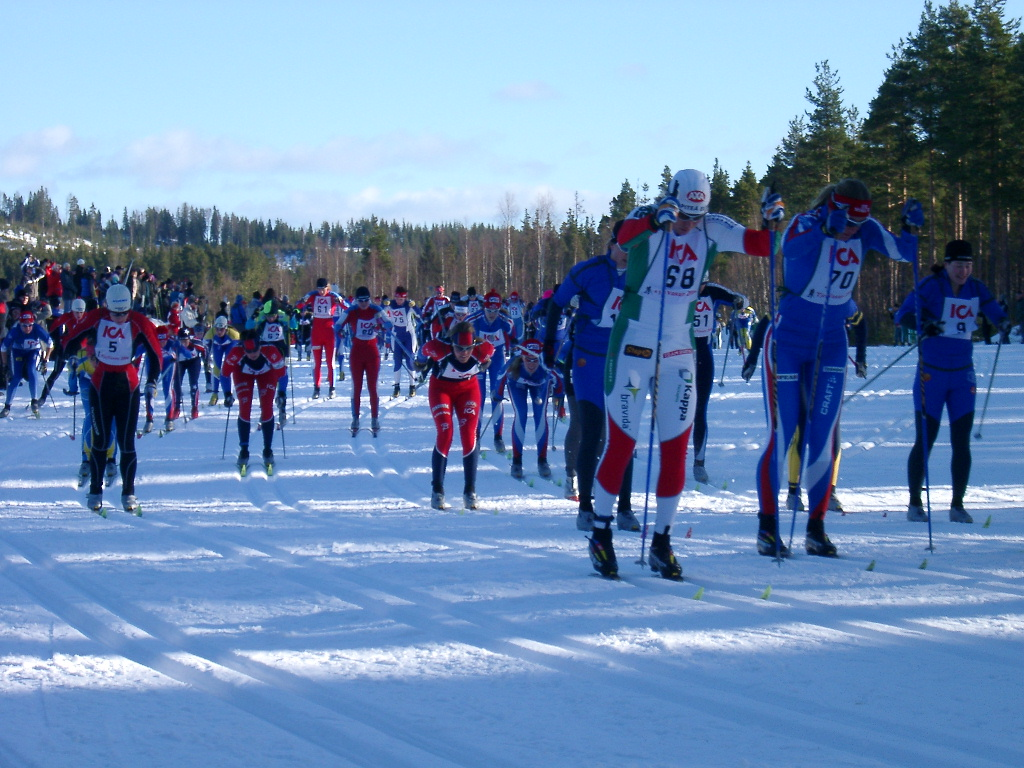
La partenza della Vasaloppet 2006

Nello sci di fondo vengono definite granfondo (o gran fondo o "maratone sciistiche") le gare disputate su lunghe distanze, dai 42 km in su, in tecnica classica o, più raramente, in tecnica libera; ricadono in questa categoria alcune classiche nordiche come la Vasaloppet svedese o il Trofeo del Salpausselkä finlandese, organizzate regolarmente a partire dai primi anni del XX secolo. Più recentemente, dagli anni settanta dello stesso secolo, sono state organizzate regolarmente granfondo anche sulle Alpi, come la Marcialonga italiana o l'Engadin Skimarathon svizzera.
Dal 1978 esiste un circuito internazionale che riunisce alcune granfondo, la Worldloppet; dal 2000 la Federazione Internazionale Sci organizza un circuito di Coppa del Mondo riservato alle granfondo, detto Marathon Cup.
In sede olimpica e iridata, è detta granfondo la gara più lunga prevista dal programma, la 50 km, presente fin dai I Giochi olimpici invernali di Chamonix-Mont-Blanc 1924.

## Lista di granfondo
Lista di gran fondo inserite nei circuiti della Worldloppet o della Marathon Cup:
| Gara                  | Località       | Nazione     | Spec.       |
| --------------------- | -------------- | ----------- | ----------- |
| Vasaloppet            | Mora           | Svezia      | 90 km TC MS |
| Transjurassienne      | Lamoura/Mouthe | Francia     | 76 km TL    |
| Marcialonga           | Val di Fiemme  | Italia      | 70 km TC MS |
| Tartu maraton         | Otepää         | Estonia     | 63 km TC MS |
| König-Ludwig-Lauf     | Oberammergau   | Germania    | 55 km TC MS |
| Birkebeinerrennet     | Lillehammer    | Norvegia    | 54 km TC MS |
| Canadian Ski Marathon | Gatineau       | Canada      | 50 km TL MS |
| Finlandia-hiihto      | Lahti          | Finlandia   | 50 km TC MS |
| Jizerská padesátka    | Monti Iser     | Rep. Ceca   | 50 km TC MS |
| American Birkebeiner  | Hayward        | Stati Uniti | 52 km TL MS |
| Dolomitenradrundfahrt | Lienz          | Austria     | 42 km TL MS |
| Engadin Skimarathon   | Samedan        | Svizzera    | 42 km TL MS |
| La Sgambeda           | Livigno        | Italia      | 42 km TL MS |

Legenda:

TC = tecnica classica

TL = tecnica libera

MS = partenza in linea